# Kristian Pedersen
Kristian Majdahl Pedersen (* 4. August 1994 in Ringsted) ist ein dänischer Fußballspieler.
Bis 2014 war er nur im dänischen Amateurfußball in Erscheinung getreten, ehe er sich dem Zweitligisten HB Køge anschloss. Nach nur zwei Jahren wagte Pedersen den Sprung nach Deutschland, wo er zwei Jahre für den damaligen Zweitligisten 1. FC Union Berlin auflief. Nach seiner Zeit in der deutschen Hauptstadt stand er vier Jahre beim englischen Zweitligisten Birmingham City unter Vertrag. In der Folge schloss sich Kristian Pedersen wieder in der Bundesrepublik dem 1. FC Köln an. 2023 verließ er den Verein und wechselte zu Swansea City. Währenddessen absolvierte er fünf Partien für die U21-Nationalmannschaft Dänemarks und ein Spiel für die dänische A-Nationalmannschaft.

## Karriere

### Vereine
Kristian Pedersen spielte zunächst bei Benløse IF und wechselte im Juli 2014 vom Viertligisten Ringsted IF zum Zweitligisten HB Køge. Dort traf er auf Trainer Henrik Pedersen, der sein Potenzial als linker Außenverteidiger erkannte. In der Saison 2014/15 spielte Pedersen im Punktspielbetrieb 28-mal und kam auf ein Tor. Ferner kam er zu zwei Einsätzen im dänischen Pokalwettbewerb. Eine Saison später kam er in der Hinrunde in allen Partien zum Einsatz. In der Winterpause 2015/16 nahm er mit dem deutschen Bundesligisten Borussia Mönchengladbach an dessen Mannschaftstraining im Trainingslager in der Türkei teil, eine Verpflichtung kam aber nicht zustande. In der Rückrunde spielte er für HB Køge zwölf Partien in der dänischen Zweitklassigkeit.
Zur Saison 2016/17 wechselte er nach Deutschland zum Zweitligisten Union Berlin und unterschrieb einen bis 2019 laufenden Vertrag. Zuvor hatte Henrik Pedersen als Co-Trainer von Union Berlin Kristian dem Klub empfohlen. In der Saison 2016/17 spielte Pedersen mit dem 1. FC Union Berlin lange Zeit um den Aufstieg und belegte zum Ende der Saison den vierten Tabellenplatz. Schnell war Kristian Pedersen es gelungen, sich in die Stammelf des Vereins aus dem Berliner Stadtteil Köpenick zu spielen und dabei war er als linker Außenverteidiger in jedem seiner Saisoneinsätze erste Wahl. Zwischenzeitlich musste er wegen einer Gelbrotsperre sowie wegen einer Oberschenkelverletzung pausieren. In seiner zweiten Spielzeit war Pedersen in manchen Spielen als linker Mittelfeldspieler eingesetzt wurden. Auch dieses Mal war er Stammkraft und erzielte am 24. Februar 2018 beim 2:1-Heimsieg am 24. Spieltag gegen den SV Sandhausen auch sein erstes und einziges Ligator für die Eisernen. Union Berlin konnte an die Leistungen aus der Vorsaison nicht anknüpfen und belegte zum Ende der Spielzeit Platz acht.
Zur Saison 2018/19 wechselte Kristian Pedersen nach England zum Zweitligisten Birmingham City. Sein Vertrag läuft bis 2022. Auch in der zweitgrößten englischen Stadt mauserte sich Pedersen innerhalb kürzester Zeit zu den Stammkräften als linker Außenverteidiger. In seinem ersten Jahr stand er mit seinem Verein einige Zeit lang auf einem Abstiegsplatz, konnte aber schließlich mit dem 17. Platz den Klassenerhalt schaffen. Birmingham City war in Kristian Pedersens zweiten Jahr im Club relativ gut in die Saison gestartet und war nach dem 7. Spieltag Achter, rutschte aber in der Folgezeit immer mehr ab und landete zum Ende der Spielzeit auf dem 20. Platz. Die dritte Spielzeit des Dänen in den Midlands verlief zunächst durchwachsen, als er bis zum Jahreswechsel in 10 von 25 Spielen nicht zum Einsatz kam – in einem dieser Spiele fehlte er wegen einer Gelbrotsperre –, doch in der Folgezeit war er wieder Stammspieler. Mit einem Sieg und drei Unentschieden aus vier Spielen in die Saison gestartet, war Birmingham City zunächst Tabellenachter, fand sich in der Folgezeit allerdings zwischenzeitlich auf den Abstiegsplätzen wieder, konnte aber mit Platz 18 den Klassenerhalt schaffen. Die Saison 2021/22 bildete die vierte und letzte Spielzeit von Pedersen im Trikot der Birminghamer. In dieser kam er hin und wieder auch als Innenverteidiger zum Einsatz. Genau wie in den letzten Jahren war der Saisonstart eher erfolgreich – ein Sieg und ein Unentschieden in zwei Partien –, ehe der Absturz folgte und die Saison endete mit dem 20. Tabellenplatz. Nach vier Jahren in den Midlands war die Zeit des in Ringsted geborenen Kristian Pedersen vorbei und er verließ den Verein.
Daraufhin kehrte der Däne im Sommer 2022 schließlich nach Deutschland zurück und schloss sich dem Bundesligisten und Europa-Conference-League-Teilnehmer 1. FC Köln an. In der Domstadt unterzeichnete Kristian Pedersen einen Vertrag mit einer Laufzeit bis zum 30. Juni 2024. Er konnte sich in der rheinischen Millionenmetropole nicht durchsetzen und spielte im deutschen Oberhaus lediglich in sechs Partien. Zudem schied Pedersen mit den „Geißböcken“ in der „Conference League“ als Gruppendritter aus. In der Bundesliga bewegte der 1. FC Köln, dessen Qualifikation für das internationale Geschäft eine Überraschung war, sich im Tabellenmittelfeld und wurde schließlich Elfter. Kristian Pedersen gehörte in der folgenden Saison in zwei Spielen ohne Einsatz noch zum Kader, brach aber schließlich nach einem Jahr wieder seine Zelte in Köln ab.
Denn kurz vor Ende des Sommertransferfensters der Saison 2023/24 zog es ihn wieder auf die Insel, wo er dem walisischen Swansea City aus der englischen Championship anschloss und somit wieder in die englische Zweitklassigkeit zurückkehrte. Pedersen unterschrieb einen Zweijahresvertrag, konnte sich aber dort nicht in der Stammelf behaupten. Er wurde daraufhin für ein halbes Jahr an den Ligakonkurrenten Sheffield Wednesday verliehen, wurde aber dort auch nicht glücklich.

### Nationalmannschaft
Pedersen gehörte zum Kreis der dänischen U21-Nationalmannschaft. Am 20. Januar 2016 kam er zu seinem ersten Einsatz für diese Altersklasse in einem Testspiel im türkischen Belek gegen die ukrainische U21. Seinen fünften und letzten Einsatz absolvierte er beim 3:0-Sieg am 7. Oktober 2016 im EM-Qualifikationsspiel in Stara Sagora gegen Bulgarien.
Am 7. Oktober 2020 debütierte Kristian Pedersen in der dänischen Nationalmannschaft bei einem 4:0-Heimsieg im Freundschaftsspiel gegen die Färöische Fußballnationalmannschaft. Pedersen wurde zu Beginn der zweiten Halbzeit von Nationaltrainer Kasper Hjulmand für Henrik Dalsgaard eingewechselt.